# Інститут (роман)
«Інститут» — роман американського письменника Стівена Кінга, опублікований у вересні 2019 року у США. В перекладі українською книга вийшла у травні 2020 року.

## Сюжет
Посеред ночі, в будинку на тихій вулиці в передмісті Міннеаполіса, зловмисники вбивають батьків Люка Елліса, а його самого викрадають… Люк прокидається в якомусь місці яке називають «Інститут», у кімнаті, яка нагадує його власну, тільки без вікон. Поруч з дверима інші такі ж двері, за якими знаходяться особливі діти з надзвичайними здібностями (телекінез, телепатія), і яких так само викрали. Вони знаходяться у частині будівлі, що називають «Переднім боком». Інші, як дізнається Люк, опинилися на «Зворотному боці». Якщо діти роблять, що їм говорять, то отримують жетони для снекових автоматів. Як говорить нова знайома Люка, Інститут це пастка для тарганів: «Ти можеш туди потрапити, але не можеш вийти».
В цій зловісній установі директор, місіс Сигсбі і її співробітники безжально витягують з дітей їхні екстрасенсорні здібності. Тут не можна баритися. Або ти підкоряєшся, або будеш жорстоко покараний. Все нові й нові жертви зникають на «Зворотному боці», і Люк все більше зневіряється і втрачає надію покинути це місце. Адже ніхто ще не тікав з Інституту…

## Екранізація
Відразу після виходу роману в світ стало відомо, що за книгою знімуть міні-серіал. Сценаристом виступить Девід Едвард Келлі, а режисером — Джек Бендер.

## Переклади українською
- Стівен Кінг (2020). Інститут. пер. з анг. Володимир Куч, Анастасія Рогоза. Харків: КСД. с. 608. ISBN 978-617-12-7678-9. {{cite book}}: Недійсний |nopp=n (довідка)[3]